# Рудолф III (Хабсбург)
Рудолф III фон Хабсбург Мълчеливия (на немски: Rudolf III, der Schweigsame, * ок. 1195, † 9 октомври 1249) от род Хабсбурги е граф на Хабсбург и Лауфенбург. Като Рудолф I основава линията Лауфенбург на Хабсбургите.

## Биография
Той е третият син на граф Рудолф II фон Хабсбург Стария († 1232) и Агнес фон Щауфен († пр. 1232). Заедно с по-големия му брат Албрехт IV (1188 – 1239) наследява баща си през 1232 година като граф на Хабсбург. Двамата делят наследството. Рудолф става граф на Лауфенбург, ландграф в южен Цюрихгау и в графство Цуг, граф на Швиц, Унтервалден и Земпах, ландграф в Елзас, на Отмарсхайм и Вилизау и фогт на манастир Мури и Мурбах. Тази линия се нарича на резиденцията Лауфенбургска.
Рудолф III участва във войската на Фридрих II в Италия между 1237 и 1245 г., но се отдръпва от него след Първия събор в Лион (1245). Той е на страната на папата и цял живот се кара със своя племенник Рудолф I, който е привърженик на Хоенщауфените.

## Фамилия
Рудолф III се жени за Гертруд фон Регенсберг (* ок. 1200; † 1264), дъщеря на граф Луитолд V фон Регенсберг († 1250). Те имат децата:
- Вернер († 3/6 юли 1253)
- Готфрид († 29 септември 1271), граф на Лауфенбург, женен за Елизабет фон Фрайбург и Урах
- Рудолф II († 3 април 1293), епископ на Констанц (1274 – 1293)
- Ото († сл. 16 юни 1254), рицар на Тевтонския орден
- Еберхард I († пр. 2 юни 1284), 1271 граф на Кибург, женен за Маргерита ди Савоя и за Анна, графиня на Кибург